# U-Bahn-Station Aspernstraße
Die Station Aspernstraße befindet sich in Hochlage zwischen der Aspernstraße und der Erzherzog-Karl-Straße. Sie war von 2. Oktober 2010 bis 5. Oktober 2013 der östliche Endpunkt der U-Bahn-Linie U2 im 22. Wiener Gemeindebezirk Donaustadt, seit der Verlängerung in die Seestadt endet hier ungefähr jeder zweite vom Karlsplatz kommende Zug.
Die Station Aspernstraße ist aufgrund ihrer Lage im Zentrum des Stadtteils Aspern, direkt an der Donau Straße (B3) gelegen, ein zentraler Verkehrsknotenpunkt im Osten der Stadt. Neben der U2 haben fünf Autobuslinien hier ihre Endstelle. Des Weiteren fahren die Linie 26A (Kagran–Groß-Enzersdorf) sowie Regionalbuslinien aus dem Marchfeld die Station Aspernstraße an. Die Station stellt somit eine Verbindung zwischen den Linien aus den umliegenden Stadtteilen Hirschstetten und Essling sowie dem östlichen Wiener Umland zur U-Bahn her.
Die Station wurde am 2. Oktober 2010 mit der Eröffnung des dritten Teilstücks der U2 zwischen Stadion und Aspernstraße ihrer Bestimmung übergeben.
Sie ist zweigleisig und verfügt über einen Inselbahnsteig mit mehreren Abgängen zur Erzherzog-Karl-Straße und zur Aspernstraße. Im Anschluss an die Station befindet sich eine dreigleisige Wendeanlage, Züge können hier automatisch wenden. In unmittelbarer Umgebung der Station sind Büros und Wohnungen sowie ein Einkaufszentrum im Bau.

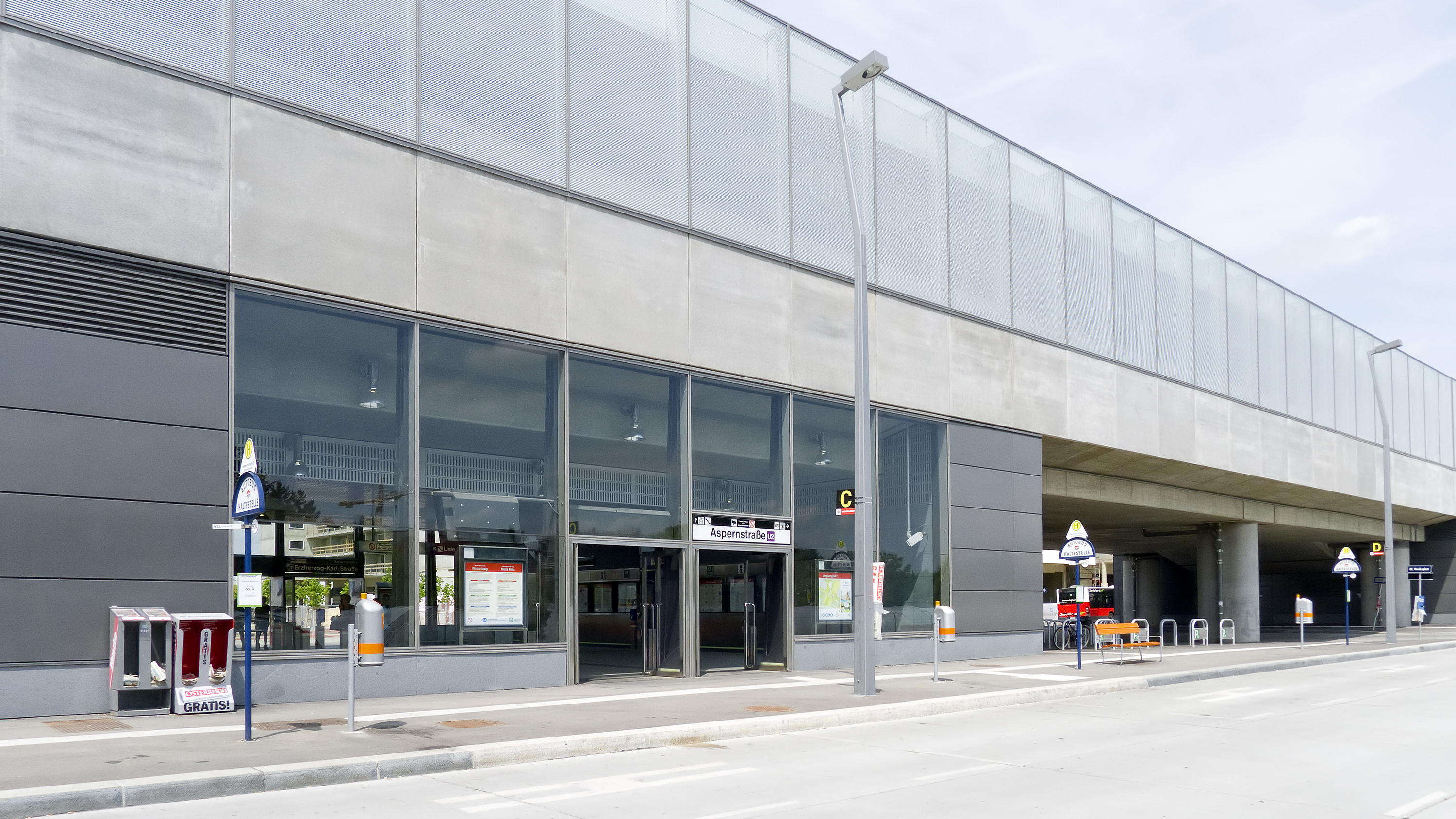
Aufnahmegebäude
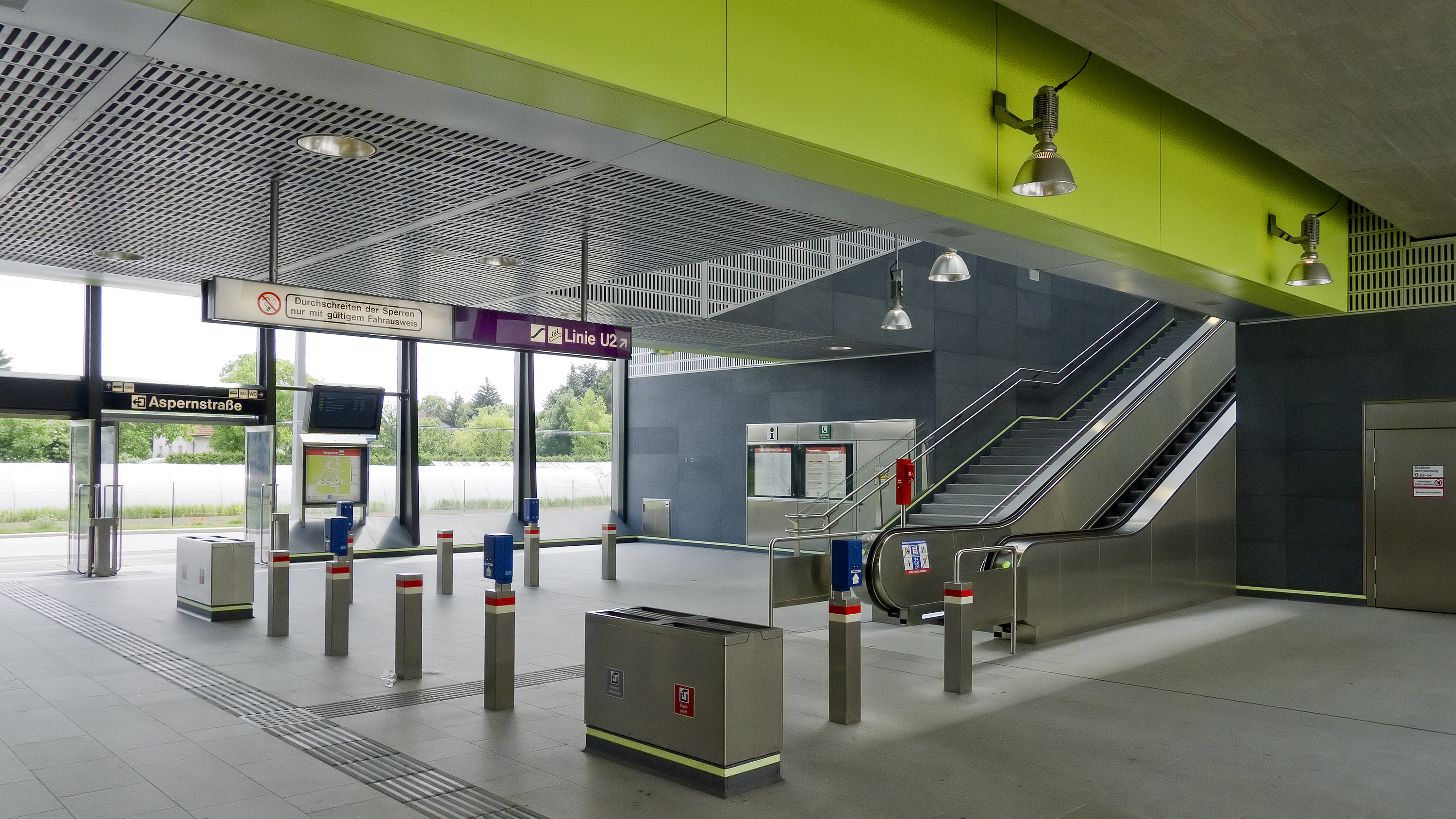
Im Ostteil der Station
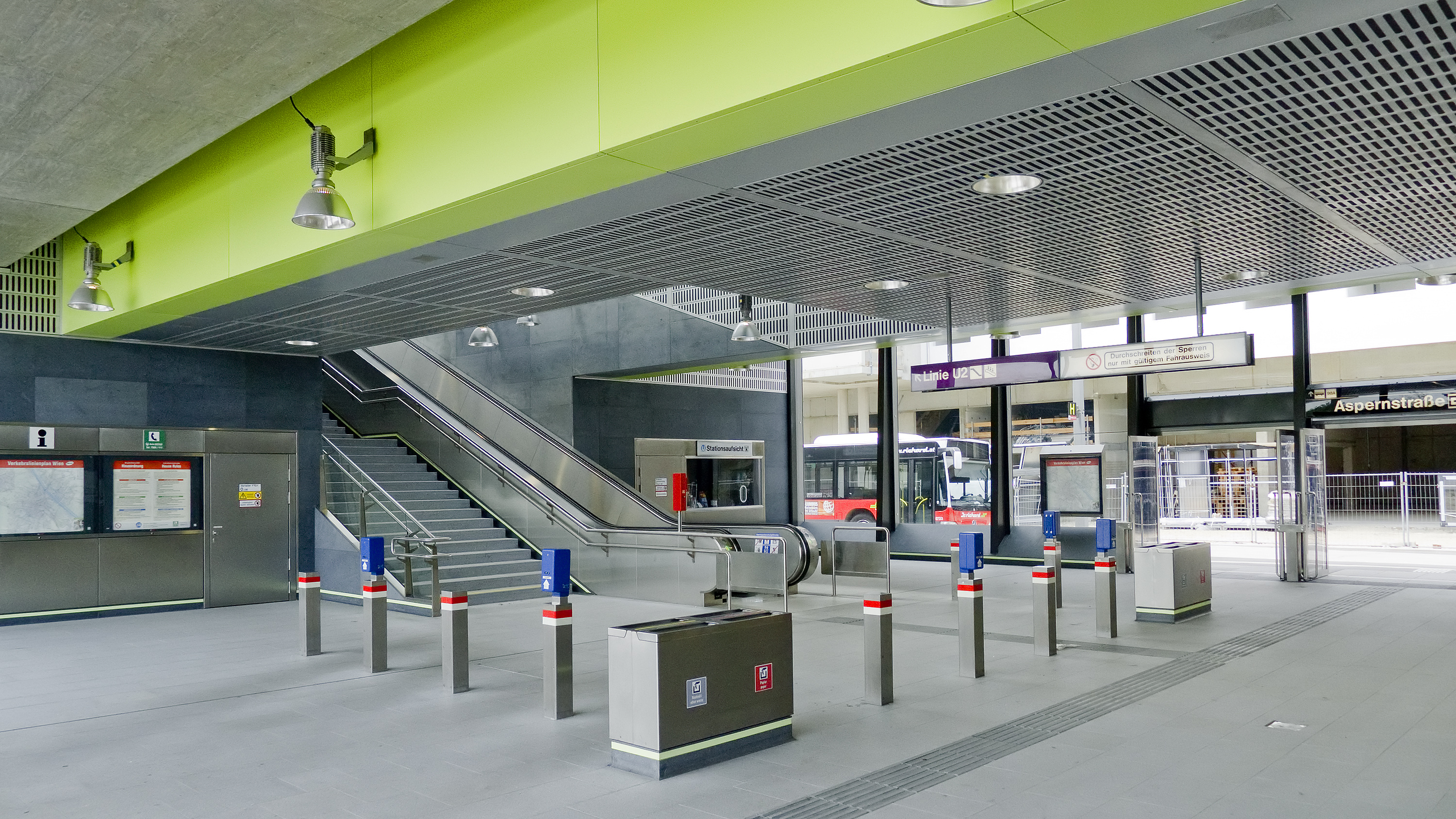
Im Westteil der Station
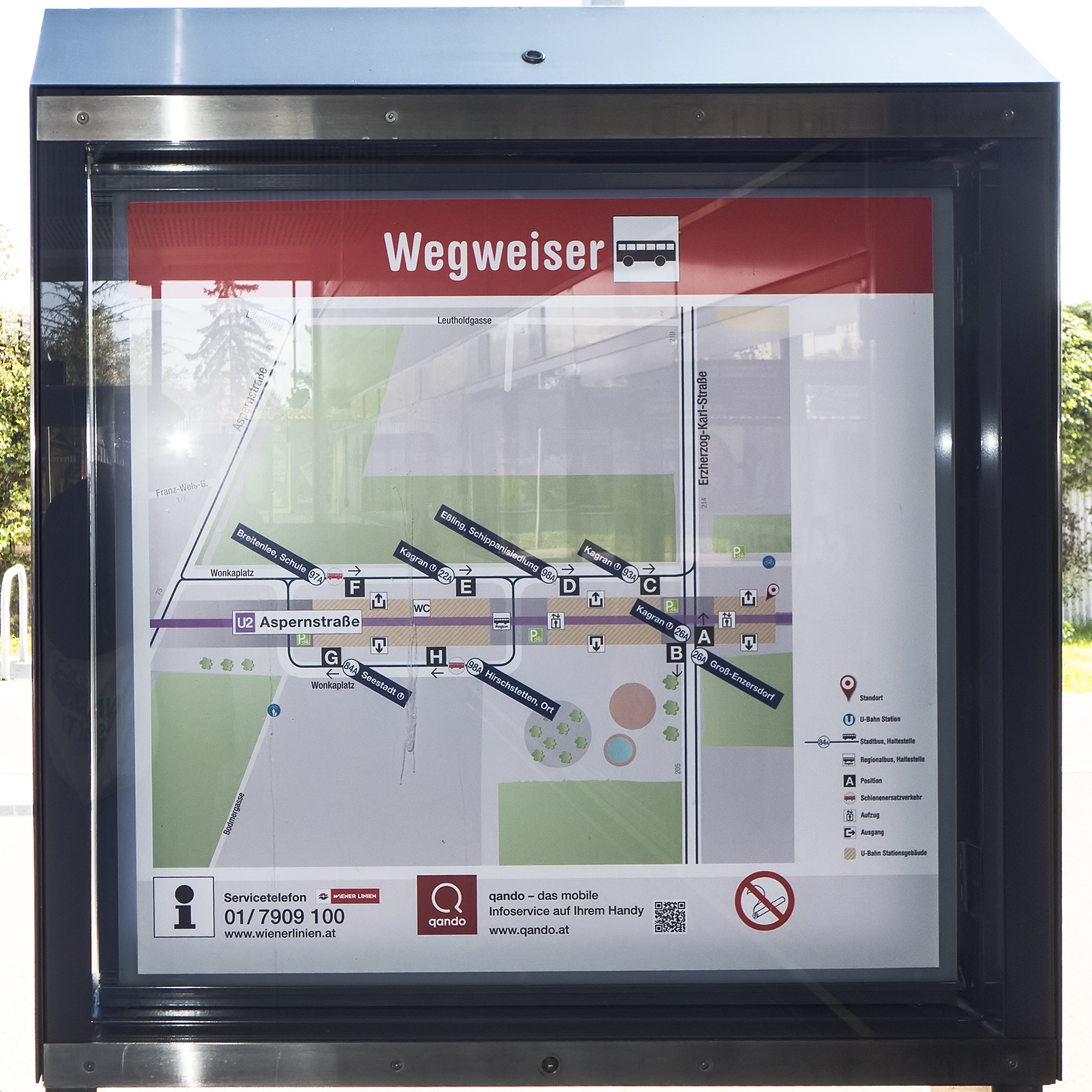
Umgebungsplan